# Miá Mello
Marília Penariol Melo (São Paulo, 26 de fevereiro de 1981), mais conhecida como Miá Mello, é uma atriz e apresentadora brasileira. Estreou no teatro como parte do grupo Desnecessários, destacando-se na televisão no Legendários e em diversos trabalhos no Multishow. No cinema estrelou os sucessos Meu Passado Me Condena e Meu Passado Me Condena 2.

## Carreira
Miá se formou em publicidade, ramo com o qual ela começou a trabalhar em 2004. Em 2008 graduou-se em artes cênicas pelo Teatro Escola Célia Helena. Em 2008 largou a carreira de publicitária ao despontar nos palcos como membro do grupo de humor Deznecessários, trupe que viajando o Brasil em turnê por dois anos. Atuou ainda em curtas, anúncios de TV e revista. Interpretava Teena no programa Legendários, interpretando seu personagem pela Rede Record até 19 de novembro de 2011. Fez participação no filme Cilada.com de Bruno Mazzeo, como uma de suas ex-namoradas. Em 2012 fez parte do programa Casseta & Planeta da Rede Globo. Em 2013 foi repórter do The Voice Brasil.
Em 2016 teve sua primeira participação em um podcast em um programa sobre Woody Allen no Podcrastinadores, do humorista Fernando Caruso. Em 2014, destacou-se na série Por Isso Eu Sou Vingativa como Carla. No ano seguinte, participou de mais um sitcom para o Multishow, interpretando Stephanie na comédia Acredita na Peruca. Também em 2015, foi uma das participantes do reality show Super Chef Celebridades, onde conquistou o 4º lugar.  Em 2016, concentrou-se no cinema, estrelando quatro filmes: Um Namorado para Minha Mulher, Amor em Sampa, Uma Loucura de Mulher e Carrossel 2: O Sumiço de Maria Joaquina, destacando-se como a vilã e a pop star Didi Mell.  Entre 2018 e 2020, esteve envolvida na produção da série de comédia Homens?, ao lado de Gabriel Louchard, Gabriel Godoy e Raphael Logam. 
Em 2021, estreou como apresentadora no programa Posso Explicar, um talk show nos moldes do Lady Night. No ano seguinte, em 2022, protagonizou a série Tudo Igual... SQN , ao lado de Gabriella Saraivah, em um drama sobre a relação mãe e filha pós-casamento. A série é baseada no romance juvenil Na porta ao lado da escritora brasileira Luly Trigo. No mesmo ano, repetiu a parceria com Fábio Porchat  na apresentação do documentário O Que Você Não Sabia Sobre o Humor. Em 2023, apresentou o spin-off 90 Dias na Cama, ao lado de Mauricio Meirelles.

## Filmografia

### Televisão
| Ano       | Título                             | Personagem / Cargo      | Notas                                                 |
| --------- | ---------------------------------- | ----------------------- | ----------------------------------------------------- |
| 2010–2011 | Legendários                        | Repórter (como Teena)   |                                                       |
| 2011      | Viajandona                         | Apresentadora           |                                                       |
| 2012      | Casseta & Planeta Vai Fundo        | Mona Lesa               |                                                       |
| 2012–2014 | Meu Passado Me Condena             | Miá Meirelles           |                                                       |
| 2013      | Cê Faz O Quê?                      | Vários personagens      |                                                       |
| 2013      | The Voice Brasil                   | Repórter                |                                                       |
| 2013      | Tapas & Beijos                     | Alessandra              | Episódio: "A Noiva do Ano"                            |
| 2014      | Por Isso Eu Sou Vingativa          | Carla                   |                                                       |
| 2015      | Acredita na Peruca                 | Stephanie               |                                                       |
| 2015      | Super Chef Celebridades            | Participante (4º lugar) | Temporada 4                                           |
| 2018      | Amigo de Aluguel                   | Mônica                  | Episódio: "O Parto"                                   |
| 2019–2020 | Homens?                            | Mariane (Mari)          |                                                       |
| 2021      | Posso Explicar                     | Apresentadora           |                                                       |
| 2022–2023 | Tudo Igual... SQN                  | Beth                    |                                                       |
| 2022      | O Que Você Não Sabia Sobre o Humor | Apresentadora           | Episódio: "O que é Humor" Episódio: "Humor e Limites" |
| 2023–     | 90 Dias na Cama                    | Apresentadora           |                                                       |
| 2024      | Luz                                | Kelly Thompson          |                                                       |
| 2024      | O Som e a Sílaba                   | Deborah                 |                                                       |

### Cinema
| Ano  | Título                                  | Personagem            | Notas  |
| ---- | --------------------------------------- | --------------------- | ------ |
| 2013 | Meu Passado Me Condena                  | Miá Meirelles         |        |
| 2015 | Meu Passado Me Condena 2                | Miá Meirelles         |        |
| 2016 | Um Namorado para Minha Mulher           | Graça Rodrigues       |        |
| 2016 | Amor em Sampa                           | Lara Alencar          | [ 14 ] |
| 2016 | Carrossel 2: O Sumiço de Maria Joaquina | Didi Mell             | [ 15 ] |
| 2016 | Uma Loucura de Mulher                   | Dulce Maria           |        |
| 2021 | L.O.C.A.                                | Lídia Tavares         |        |
| 2022 | O Palestrante                           | Mariana Barcellos     |        |
| 2023 | Vai Ter Troco                           | Sarita Souza Di Souza |        |
| 2024 | De Pai Para Filho                       | Dina                  | [ 16 ] |
| 2025 | Coisa de Novela                         | Helena                |        |

### Dublagem
| Ano  | Título             | Personagem    |
| ---- | ------------------ | ------------- |
| 2015 | Divertida Mente    | Alegria (voz) |
| 2024 | Divertida Mente 2  | Alegria (voz) |
| 2024 | Produção de Sonhos | Alegria (voz) |

## Teatro
| Ano     | Título                 | Personagem         |
| ------- | ---------------------- | ------------------ |
| 2008–09 | Desnecessários         | Vários personagens |
| 2014–17 | Meu Passado Me Condena | Miá Meirelles      |

## Prêmios e indicações
| Ano  | Prêmios         | Categoria                  | Trabalho          | Resultado |
| ---- | --------------- | -------------------------- | ----------------- | --------- |
| 2020 | Prêmio do Humor | Melhor Performance         | Mãe Fora da Caixa | Indicada  |
| 2021 | Prêmios Produ   | Melhor Apresentadora de TV | Posso Explicar    | Indicada  |